# Antoine I d'Albon
Antoine I d'Albon (Saint-Forgeux, 1507 – Saint-Forgeux, 24 settembre 1574) è stato un arcivescovo cattolico francese.
Abate di Savigny e dell'Isle-Barbe, fu luogotenente del re per il governo di Lione, Lyonnais, Forez, Borbonese, Haute e Basse Marche, Combraille e Saint-Pierre-le-Moustier. In seguito divenne arcivescovo d'Arles e poi di Lione.

## Biografia
Figlio primogenito di Guillaume IV d'Albon, signore di Saint-Forgeux e gentiluomo della Maison du Roy che aveva sposato Gabrielle de Saint-Priest nel 1520 avendone sette figli, discendeva da una famiglia comitale risalente ai Carolingi (IX secolo) e, nonostante l'ordinale I, fu il quarto della famiglia a portare il nome di Antoine. Dopo il 1350, cinque fra i suoi zii e prozii, due fratelli e un nipote sono stati canonici-conti di Lione.
Entrato fra i benedettini dell'abbazia di Savigny, dov'era priore un suo prozio, a tredici anni fu nominato abate dal re Francesco I in seguito alle dimissioni del congiunto. Antoine tuttavia prese possesso della prelatura solo per procura, essendo stato nel frattempo inviato dal padre a studiare all'università. Soltanto in seguito divenne effettivamente abate di Savigny e dell'Isle-Barbe, dedicando il tempo lasciatogli libero dai suoi diversi incarichi a lavori di traduzione da Boezio e dal poeta gallo-romano Ausonio.
Nel 1561, a causa della peste, fu a Saint-Just-en-Chevalet che Antoine d'Albon, priore di Savigny, ricevette da Antoine de Lévis-Chateaumorand, vescovo di Saint-Flour, e da Pierre Fournier, vescovo di Sarlat, la consacrazione episcopale.
Nominato arcivescovo d'Arles nello stesso anno, nel 1562 lasciò la carica al cardinale Ippolito II d'Este per divenire arcivescovo di Lione (1564-1573). Qui, nei suoi nove anni di episcopato, incoraggiò quanti s'impegnavano a restaurare la fede cattolica, a cominciare dai gesuiti cui nel 1567 affidò il Collège de la Trinité (oggi Collège-lycée Ampère) dopo che una congiura protestante aveva tentato di impadronirsi di nuovo della città: la cospirazione fallì e numerosi riformati furono esiliati mentre venivano compilate liste di persone sospette. Cinque anni dopo, il 31 agosto 1572, la notizia del massacro della Notte di san Bartolomeo a Parigi riportò d'attualità quelle liste e provocò i cosiddetti "Vespri lionesi" con l'uccisione di un migliaio fra quanti vi erano elencati.
Sconvolto da quell'atroce evento, l'arcivescovo d'Albon lasciò la prelatura di Lione al nipote Pierre de Saint-Priest d'Épinac e si ritirò a governare il priorato di Saint-Rambez nel Forez, dove morì nel 1574. È sepolto nella chiesa di Saint-Forgeux.

## Genealogia episcopale
La genealogia episcopale è:
- Arcivescovo Antoine de Lévis de Château-Morand
- Arcivescovo Antoine I d'Albon O.S.B.